# Slaviša Đukanović
Slaviša Đukanović (serbisch-kyrillisch Славиша Ђукановић; * 3. Mai 1979 in Belgrad, SFR Jugoslawien) ist ein serbischer Torwarttrainer und ehemaliger Handballspieler.

## Karriere

### Verein
Der 1,90 m große Torwart lernte das Handballspielen bei Prva Iskra. Er spielte für Stari-Grad Belgrad und RK Šamot 65, ehe die Jugoslawienkriege seine Karriere unterbrachen. Im Jahr 2002 ging er nach Frankreich, um diese fortzusetzen. Nach zwei Jahren beim Zweitligisten Cavigal Nice Handball wechselte er zum Ligakonkurrenten Saint-Marcel Vernon Handball, bei dem er ebenfalls zwei Spielzeiten aktiv war. Nach einer Saison bei Girondins de Bordeaux HBC unterschrieb  Đukanović im Sommer 2007 beim Erstligisten Saint-Raphaël Var Handball, dem er zehn Jahre treu blieb. Mit Saint-Raphaël Var erreichte er 2010, 2012 und 2014 das Finale in der Coupe de la Ligue und 2015 im Trophée des Champions. Seine beste Platzierung war der zweite Rang in der Saison 2015/16. Zu Beginn der Saison 2017/18 half er für einige Spiele bei Pays d’Aix UC aus. Im Anschluss wurde er Torwarttrainer bei PAUC.

### Nationalmannschaft
Mit der serbischen A-Nationalmannschaft belegte Slaviša Đukanović bei der Europameisterschaft 2014 den 13. Platz und bei der Europameisterschaft 2016 den 15. Platz. Er bestritt mindestens zwölf Länderspiele.